# 茉莉芬
茉莉芬是印度尼西亞南部爪哇島東部東爪哇省下轄的一個城市，距離該省首府泗水169公里，面積33.23平方公里，海拔高度65米，2019年人口210,115人，人口密度為每平方公里6,300人。

## 外部連結
- （印尼文） Official site （页面存档备份，存于）
- （英文） Map of Madiun and surrounding area